# 芒特艾里 (北卡罗来纳州)
芒特艾里（Mount Airy）是美国北卡罗来纳州萨里县的一座城市。